# Udlændinge- og Integrationsudvalget
Udlændinge- og Integrationsudvalget (UUI) er et stående udvalg i Folketinget, der arbejder med udlændinge- og integrationspolitik, herunder regler for aysl og flygtninge.
Udvalget har 29 medlemmer. Siden folketingsvalget i 2022 er Thomas Skriver Jensen (S) formand for udvalget.

## Opgaver
Ressortministeriet på udvalgets område er Udlændinge- og Integrationsministeriet, men der er dog indimellem sager, der hører under andre ministerier, eksempelvis Justitsministeriet og Beskæftigelsesministeriet.
Udvalget arbejder blandt andet med asylansøgeres vilkår og regler for ophold i Danmark, eksempelvis familiesammenføring og humanitært ophold, men også med integration og forebyggelse af radikalisering og ekstremisme.
Udvalget behandler de af regeringen og medlemmer af Folketinget fremsatte lovforslag og beslutningsforslag og fører desuden løbende parlamentarisk kontrol med udlændinge- og integrationsministeren, herunder med ministerens forvaltning af lovgivningen på området.
Udvalget har desuden en løbende dialog med en række interessenter på området. Eksempler herpå er Dansk Flygtningehjælp, Røde Kors, Amnesty International, Institut for Menneskerettigheder og FN's Flygtningehøjkommissariat.